# Elimaea lampu
Elimaea lampu är en insektsart som beskrevs av Viktor von Ebner-Rofenstein 1934. Elimaea lampu ingår i släktet Elimaea och familjen vårtbitare. Inga underarter finns listade i Catalogue of Life.